# Rallye Griechenland 1978
Die 25. Rallye Griechenland (auch Acropolis Rally genannt) war der 5. Lauf zur Rallye-Weltmeisterschaft 1978. Sie fand vom 29. Mai bis zum 2. Juni in der Region von Athen statt.

## Bericht
In Abwesenheit der Marken Peugeot und Ford, dominierte Fiat, mit Walter Röhrl am Steuer, die Rallye Griechenland. Insgesamt waren 54 Wertungsprüfungen geplant, wovon die 16 WP gestrichen wurde. Von den verbleibenden 53 WP gewann Röhrl, mit Christian Geistdörfer auf dem Beifahrersitz, 21 Wertungsprüfungen. Röhrl siegte zum ersten Mal bei einem Weltmeisterschaftslauf mit dem Fiat 131 Abarth und zum zweiten Mal in Griechenland nach 1975. Nach dem Doppelsieg bei der Rallye Portugal war dies bereits der zweite für Fiat in der laufenden Saison. Markku Alén wurde auf Rang zwei gewertet, während Sandro Munari wegen eines Aufhängungsschadens in der 17 WP aufgeben musste. Eigentlich wollte auch Citroën in die Marken-WM eingreifen in Griechenland, doch nach einem Aufhängungsbruch am Citroën CX 2400 GTi musste Jean-Pierre Nicolas die Rallye frühzeitig beenden.

## Klassifikationen

### Endergebnis
| Rang | Fahrer           | Co-Pilot              | Auto               | Zeit (Std./Min./Sek.) | Rückstand Sieger (Std./Min./Sek.) Rückstand V (Min./Sek.) |
| ---- | ---------------- | --------------------- | ------------------ | --------------------- | --------------------------------------------------------- |
| 1    | Walter Röhrl     | Christian Geistdörfer | Fiat 131 Abarth    | 10:00:50              | 0:00:00 00:00                                             |
| 2    | Markku Alén      | Ilkka Kivimäki        | Fiat 131 Abarth    | 10:10:54              | 0:10:04 10:04                                             |
| 3    | Shekhar Mehta    | Yvonne Mehta          | Datsun 160J        | 10:23:36              | 0:22:46 12:42                                             |
| 4    | Harry Källström  | Claes Billstam        | Datsun 160J        | 10:24:01              | 0:23:11 00:25                                             |
| 5    | Achim Warmbold   | Hans Sylvan           | Opel Kadett GT/E   | 10:54:19              | 0:53:29 30:18                                             |
| 6    | Tasos Livieratos | Manólis Makrinos      | Lancia Stratos HF  | 11:04:17              | 1:03:27 09:58                                             |
| 7    | Billy Coleman    | Jim Porter            | Ford Escort RS1800 | 11:13:49              | 1:12:59 09:32                                             |
| 8    | Evangelos Gallo  | Andreas Arkentis      | Toyota Celica      | 11:36:32              | 1:35:42 22:43                                             |
| 9    | Miloslav Zapadlo | Jiří Motal            | Škoda 130RS        | 11:41:23              | 1:40:33 04:51                                             |
| 10   | Stasys Brundza   | Arvydas Girdauskas    | Lada 1600          | 11:44:49              | 1:43:59 03:26                                             |

Insgesamt wurden 38 von 132 gemeldeten Fahrzeuge klassiert:

### Herstellerwertung
| Pos. | Team    | Punkte |
| ---- | ------- | ------ |
| 1    | Fiat    | 64     |
| 2    | Ford    | 50     |
| 3    | Opel    | 47     |
| 4    | Porsche | 41     |
| 5    | Datsun  | 32     |

Die Fahrer-Weltmeisterschaft wurde erst ab 1979 ausgeschrieben.